# جون ويليام ميتشيل
جون ويليام ميتشيل هو سياسي كندي، ولد في 19 أبريل 1872 في كامبريدجشير في المملكة المتحدة، وتوفي في 15 ديسمبر 1952 في فانكوفر في كندا.